# Caipora
Die Caipora oder Caapora ist eine Gestalt aus der Tupí-Guarani-Mythologie der Amazonasregion Brasiliens. 
Sie schützt die Tiere des Waldes vor den Nachstellung der Jäger.
Sie erscheint als kleine, dunkelhäutige, stark behaarter Indianerin, die auf einem Pekari reitet und Menschen, die ihr begegnen, stets um Tabak für ihre Pfeife bittet. Erhält sie keinen, so ist sie zu bösartigen Streichen aufgelegt.
Weitere Verteidiger der Natur des Amazonas sind der Curupira und der weiße Hirsch Anhangá.